# Kurt Otte
Karl Adolf Eduard Kurt Otte (* 3. September 1902 in Hamburg; † 26. September 1983 ebenda) war ein deutscher Apotheker und Kunstsammler.

## Leben

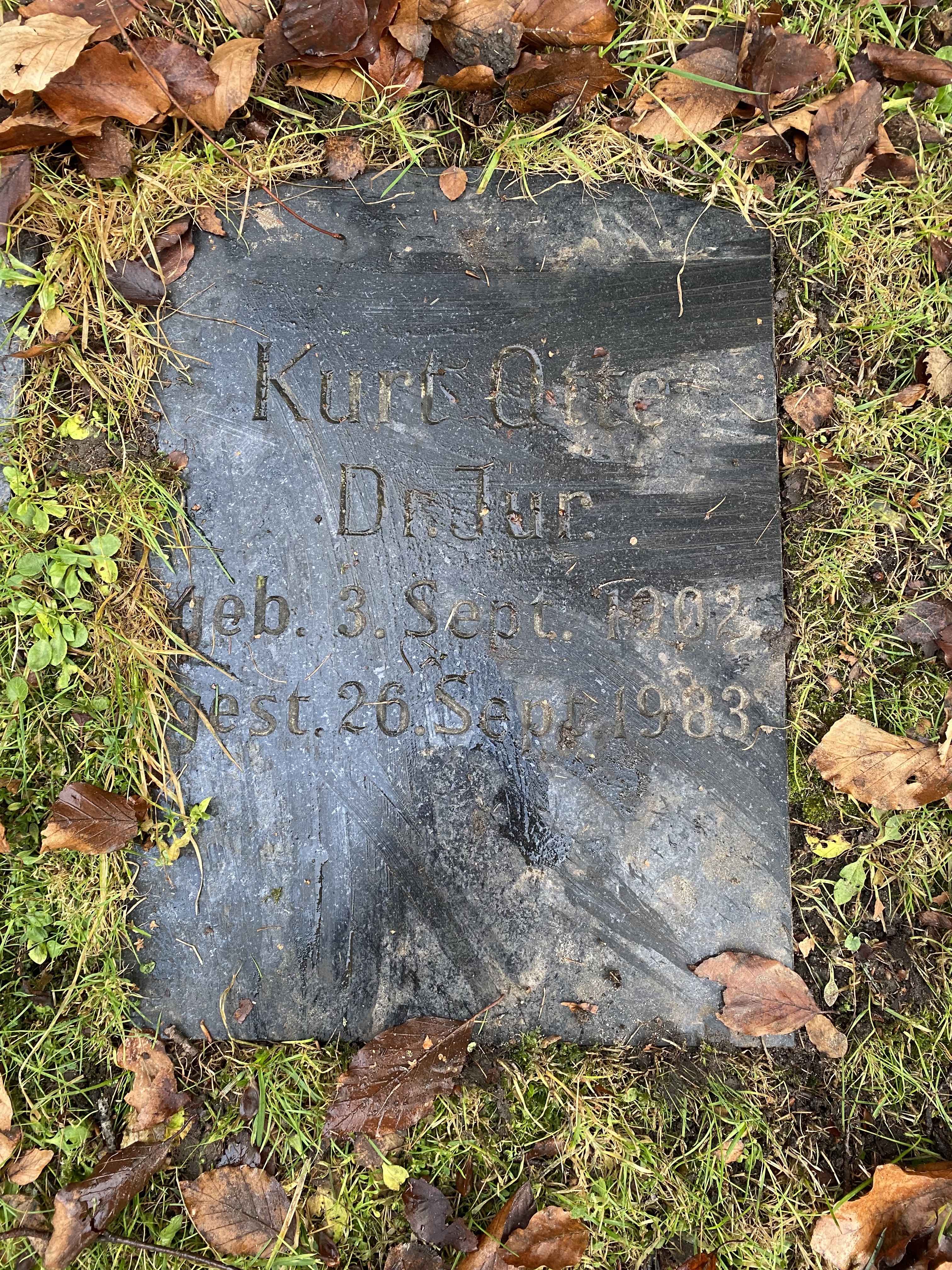
Grabstätte Kurt Otte auf dem Friedhof Ohlsdorf

Kurt Otte besuchte das Johanneum in Hamburg bis zum Abitur 1920. Er studierte zunächst an den Universitäten Hamburg und Heidelberg Jura. 1925 wurde er an der Universität Würzburg zum Dr. jur. promoviert. 1925 bis 1927 war er als Praktikant in der Apotheke am Fischmarkt seines Vaters Hans Otte (1873–1949) tätig und studierte von 1928 bis 1930 an der Universität München Pharmazie. Nach dem pharmazeutischen Staatsexamen 1930 arbeitete er in der Apotheke seines Vaters, ab 1943 als Mitinhaber, ab 1950 als Alleininhaber. Die Apotheke wurde 1940 im Krieg zerstört und 1951 wieder aufgebaut. 1967 verpachtete er seine Apotheke.
Er sammelte Werke des Künstlers Alfred Kubin und begründete 1927 das Kubin-Archiv in Hamburg. Das Archiv umfasste Zeichnungen, Mappenwerke, lithographische Werke, Tagebücher, Briefe, Fotografien und Tonbänder von und über Alfred Kubin sowie Grafiken anderer Künstlerinnen und Künstler. Zwischen 1971 und 1983 wurde es vom Lenbachhaus in München angekauft.
Kurt Otte verstarb kurz nach Vollendung seines 81. Lebensjahres und wurde auf dem Hamburger Friedhof Ohlsdorf im Planquadrat J 10 beigesetzt.